# 4815 Anders
4815 Anders је астероид главног астероидног појаса чија средња удаљеност од Сунца износи 2,360 астрономских јединица (АЈ).
Апсолутна магнитуда астероида је 13,7.